# Ausschreitungen und Plünderungen in Stuttgart 2020

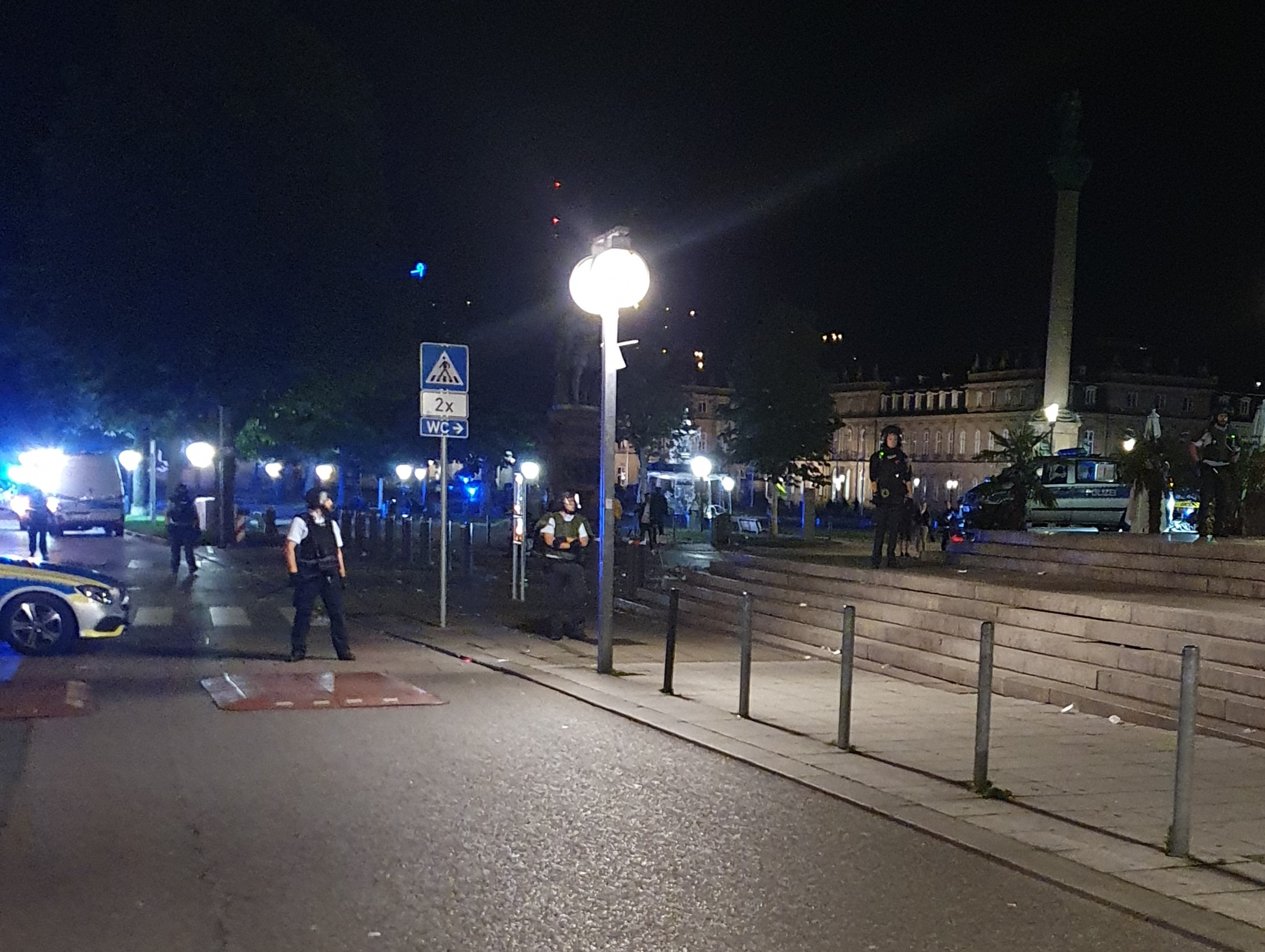
Polizeilich gesicherter Schloßplatz und beschädigter Streifenwagen rechts im Hintergrund.

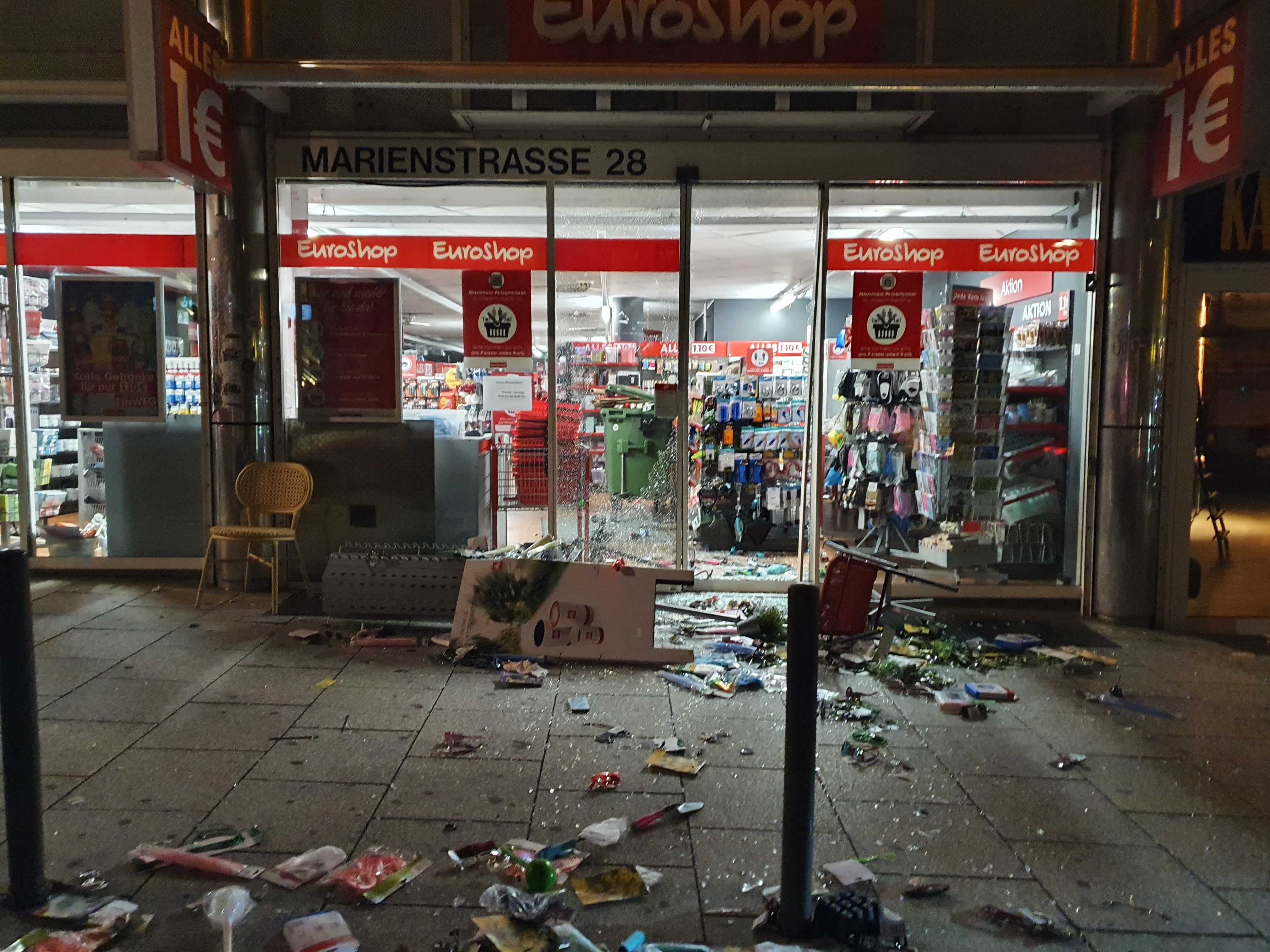
Stark beschädigter EuroShop in der Marienstraße

Zu den Ausschreitungen und Plünderungen in Stuttgart (sogenannte Stuttgarter Krawallnacht) kam es in der Nacht vom 20. auf den 21. Juni 2020 in Stuttgart-Mitte. Ausgangspunkt soll eine Drogenkontrolle gewesen sein. Schwerpunkte waren der Schloßplatz und die Einkaufsmeile Königstraße. Die Vorfälle sorgten deutschlandweit und international für große Schlagzeilen.

## Vorgeschichte
Im Zuge der COVID-19-Pandemie wurden Veranstaltungs-, Kontakt- und Versammlungsverbote erlassen, die auch das Stuttgarter Nachtleben praktisch zum Erliegen brachten. Nach schrittweisen Lockerungen gab es seit etwa vier Wochen wieder vermehrt Gruppen, die sich in der Innenstadt zum öffentlichen Feiern trafen, weshalb die Polizeipräsenz erhöht worden war. Drei Wochen zuvor war es bereits zu einem Konflikt gekommen. In der Nacht vom 30. auf den 31. Mai hielten sich ca. 500 Personen auf dem Schloßplatz auf und missachteten Corona-Auflagen. Als die Polizei einschritt, wurden Steine und Flaschen auf die Einsatzbeamten geworfen.

## Tatnacht
Im Oberen Schlossgarten, im Sommer ein beliebter Platz bei Feiernden, führten Polizisten gegen 23:30 Uhr eine Drogenkontrolle bei einem 17-Jährigen durch. Laut Polizei solidarisierten sich daraufhin etwa 200 bis 300 Personen und stellten sich gegen die Polizei. Erst nachgeforderten Einsatzkräften gelang es, auch unter Einsatz von unmittelbarem Zwang und Pfefferspray, die randalierende Menge von den einschreitenden Polizisten in Richtung Schlossplatz wegzudrängen. In den darauf folgenden Ausschreitungen zogen gegen Mitternacht randalierende Gruppen meist junger Männer, unter anderem vom Eckensee im Oberen Schlossgarten kommend, durch die Innenstadt. Sie schlugen Schaufensterscheiben ein und plünderten Geschäfte am Schlossplatz, in der Königstraße, der Haupteinkaufsstraße, sowie in der Marienstraße. Etwa 40 Geschäfte waren betroffen, neun wurden in unterschiedlichem Ausmaß geplündert, wodurch ein Schaden in Höhe eines sechs- bis siebenstelligen Betrags entstand. Zwölf Streifenwagen wurden teilweise erheblich beschädigt, 32 Polizisten verletzt, ein Polizeibeamter erlitt einen Bruch des Handgelenks. Randalierer warfen Stangen, Pfosten, Flaschen und Pflastersteine. Ein sechzehnjähriger Deutscher soll einem bereits am Boden liegenden Studenten gezielt gegen den Kopf getreten haben. Der Rettungsdienst versorgte sechs Verletzte, einige weitere begaben sich selbst zur Behandlung ins Krankenhaus. Rettungskräfte wurden behindert und angegriffen; mindestens ein Rettungswagen wurde schwer beschädigt.

Nach Angaben der Polizei waren auf dem Höhepunkt der Ausschreitungen insgesamt 400–500 Personen beteiligt. 25 Personen wurden in der Nacht festgenommen. Zwölf der Festgenommenen besaßen laut Polizeivizepräsident Thomas Berger die deutsche Staatsangehörigkeit, wovon drei einen Migrationshintergrund hatten. Die übrigen waren Staatsbürger unter anderem von Bosnien, Portugal, dem Iran, dem Irak, Kroatien, Somalia und Afghanistan.
Einige Tätergruppen riefen, wie auf Videoaufnahmen zu sehen ist, „Allahu akbar“, „fuck the police“, „fuck the system“ sowie „A.C.A.B.“ („All Cops Are Bastards“). Die Polizei schließt eine politische oder religiöse Motivation der Ausschreitungen aus. Manche Täter vermummten sich mit Sturmhauben oder anderen Kleidungsstücken. Die Polizei habe die Kontrolle erst gegen 04:30 nach eigenen Angaben zurückgewonnen. Sie zog ein Großaufgebot von etwa 280 Beamten aus ganz Baden-Württemberg zusammen, das auch noch am Morgen nach der Nacht in der Stadt blieb.
Die Feuerwehr Stuttgart und das Technische Hilfswerk sicherten Schaufensterscheiben und halfen bei den Aufräumarbeiten.

## Folgen

### Strafverfolgung
Zur Aufklärung der Straftaten richtete die Polizei die (erst 40-, dann 75-, dann) 111-köpfige Ermittlungsgruppe „Eckensee“ ein, die größte, die in Stuttgart je tätig war. Sie ermittelte im Auftrag der Staatsanwaltschaft Stuttgart unter anderem wegen des Verdachts des schweren Landfriedensbruchs, versuchten Totschlags, gefährlicher Körperverletzung, tätlichen Angriffs auf Vollstreckungsbeamte sowie des besonders schweren Falls des Diebstahls. Außerdem richtete die Polizei ein Hinweisportal ein, auf dem Zeugen sich melden und Videos hochladen können.
Die Polizei nahm in der Tatnacht 23 männliche und zwei weibliche Personen im Alter von 14 bis 33 Jahren, von denen 21 zum Tatzeitpunkt betrunken waren, vorläufig fest. 15 der vorläufig Festgenommenen waren polizeibekannt, darunter zwei ausreisepflichtige Ausländer. Bis zum 1. Juli 2020 konnten insgesamt 37 Tatverdächtige ermittelt werden, 14 von ihnen wurden in Untersuchungshaft genommen, darunter eine Frau.
Stuttgarts Polizeipräsident Franz Lutz sprach am 9. Juli im Gemeinderat Stuttgart von „bundesweiten Recherchen bei Standesämtern, um den Migrationshintergrund (einzelner Tatverdächtiger) festzustellen“. Der Ankündigung vorausgegangen war ein Antrag der CDU-Gemeinderatsfraktion vom 3. Juli 2020, in dem u. a. die Frage gestellt wurde: „Wie viele der Festgenommenen sind Deutsche ohne Migrationshintergrund?“
Die Kriminalpolizei ermittelte bis Ende Juli 2020 schließlich 50 Verdächtige, davon 28 aus Stuttgart selbst und 16 aus dem Umland. Zwei waren Frauen. Von den 50 hatten 8 keinen Migrationshintergrund, weitere 20 waren keine deutschen Staatsbürger, sie stammten aus Nigeria, Afghanistan, dem Irak, Portugal, Kroatien, Griechenland, Bosnien-Herzegowina, Polen, Rumänien, Marokko, Somalia und Lettland. Bei zwei Personen konnte der Hintergrund noch nicht geklärt werden. Mehrere der Verdächtigen waren geduldete Personen, die im Zuge der Flüchtlingskrise in Deutschland 2015/2016 ins Land gekommen waren.
Bis Ende August wurden 79 Tatverdächtige ermittelt.
Bis einschließlich November wurden 106 Tatverdächtige ermittelt. Davon sollen sich 100 unmittelbar an den Ausschreitungen beteiligt haben. 83 Tatverdächtige haben Angaben des Innenministeriums zufolge einen gesicherten Migrationshintergrund, wobei die Definition des Migrationshintergrunds jener des Statistischen Bundesamts entspricht.
Am 10. November wurden zugleich zwei der ersten Urteile gesprochen: Ein vorbestrafter 18-Jähriger und ein 19-Jähriger, der zur Tatzeit noch wegen einer früheren Verurteilung auf Bewährung war, wurden jeweils u. a. wegen schweren Landfriedensbruchs nach Jugendstrafrecht zu einer Freiheitsstrafe von zweieinhalb Jahren verurteilt. Die Urteile sind aufgrund einer Berufung noch nicht rechtskräftig.

### Stärkere Polizeipräsenz
Um weitere Ausschreitungen zu verhindern, verstärkte die Polizei ihre Präsenz in Stuttgart. Dazu wurden an den folgenden Wochenenden mehrere Hundertschaften in der Innenstadt eingesetzt. Zudem standen Wasserwerfer als „Ultima Ratio“ in Bereitstellung.
Am 2. Juli 2020 schloss die Stadt Stuttgart mit dem Land Baden-Württemberg eine Sicherheitspartnerschaft ab, um die Sicherheit, etwa durch Präsenzstreifen, Schwerpunktaktionen und Videoüberwachung, mittelfristig zu verbessern.

## Reaktionen

### Polizei
Stuttgarts Polizeipräsident Franz Lutz sagte, solche Geschehnisse habe er in 46 Dienstjahren nicht erlebt. Als Grund nannte er neben dem Alkoholkonsum, dass für einen Teil der jungen Männer Gewalt und Respektlosigkeit gegenüber der Polizei offenbar zur Selbstinszenierung in den sozialen Medien gehöre. Die Stadt Stuttgart plant ein Gremium unter Vorsitz des Oberbürgermeisters und des Polizeipräsidenten. Dabei soll über ein Alkoholverbot an öffentlichen Plätzen sowie eine stärkere Videoüberwachung dieser Plätze diskutiert werden. Hans-Jürgen Kirstein, Landeschef der Gewerkschaft der Polizei, sagte: „Es ist nicht hinnehmbar, dass es massive Angriffe auf Kolleginnen und Kollegen gibt und zu Beschädigungen und Plünderungen von Ladengeschäften kommt … Das ist nicht nur ein Angriff auf Menschen und Sachen, sondern auch auf unseren Rechtsstaat!“ Ralf Kusterer, Landeschef der Deutschen Polizeigewerkschaft, sprach von „jugendlichen und heranwachsenden Tätern mit überwiegendem Migrationshintergrund“, welche die Polizei in den vergangenen Wochen vermehrt beschäftigt und der Stadtverwaltung seit Langem bekannt gewesen seien.
Kontrovers diskutiert wurde die von Lutz angekündigte Recherche bei Standesämtern, um einen möglichen Migrationshintergrund der Tatverdächtigen mit deutscher Staatsangehörigkeit festzustellen. Der Journalist Johannes Schneider bezeichnete das als strukturellen Rassismus. Während Grüne im Stuttgarter Gemeinderat sich irritiert zeigten, forderte Ministerpräsident Kretschmann von Innenminister Strobl einen Bericht über Beteiligte und mögliche Tatmotive an, da man den sozialen Hintergrund der Straftäter und ihrer Unterstützer genau betrachten müsse, um entscheiden zu können, wie die Politik reagieren könne. Auch Bundesinnenminister Seehofer erklärte, Nachforschungen über die Herkunft der Eltern von Straftätern seien angemessen, da es sich bei den Vorfällen um einen „Gewaltexzess“ und ein „neues kriminelles Phänomen“ handle, das auch unter „Aspekten der Prävention“ genau zu untersuchen sei. Die Betrachtung des soziologischen Umfeldes sei in solchen Fällen polizeilicher Standard.

### Politik
Stuttgarts Oberbürgermeister Fritz Kuhn verurteilte die Ausschreitungen: „Das ist ein trauriger Sonntag für Stuttgart“, schrieb er auf Twitter. Baden-Württembergs Ministerpräsident Winfried Kretschmann sprach von einem „brutalen Ausbruch der Gewalt“. Er fügte hinzu: „Diese Taten gegen Menschen und Sachen sind kriminelle Akte, die konsequent verfolgt und verurteilt gehören. Die Bilder aus der Stuttgarter Innenstadt können uns nicht kalt lassen.“ Innenminister Thomas Strobl sprach von Ausschreitungen einer „bisher noch nie da gewesenen Qualität.“ Die Ermittlungen befänden sich noch ganz am Anfang. Man werde gegen die Täter „mit allen zur Verfügung stehenden Mitteln des Rechtsstaates vorgehen.“ Im Interview mit der Bild-Zeitung forderte Strobl, man sollte „es mit Multikulti nicht übertreiben. Multikulti hat seine klaren Grenzen in den geltenden Gesetzen“, es gebe „jedenfalls in Stuttgart und in Baden-Württemberg keinerlei Rabatt“. Die SPD im Landtag sprach von „bürgerkriegsähnlichen Zuständen“. Sie beantragte wie die FDP eine Sondersitzung des Parlaments. FDP-Fraktionschef Hans-Ulrich Rülke forderte Strobl auf, während dieser ausführlich über „die getroffenen Maßnahmen zum Schutz von Gesellschaft und Polizei“ zu berichten.  Der grüne Bundestagsabgeordnete Cem Özdemir aus Stuttgart warnte davor, dass Jugendliche, „insbesondere auch mit Migrationshintergrund, uns entgleiten“.
Die Bundesregierung verurteilte die Ausschreitungen und Plünderungen. Regierungssprecher Steffen Seibert sagte, sie seien durch nichts zu rechtfertigen. Bundesinnenminister Horst Seehofer besuchte Stuttgart am Montag nach den Ereignissen. Er bezeichnete die Ausschreitungen als „Alarmsignal für den Rechtsstaat“ und forderte eine „harte Strafe“ für die Täter. Bundespräsident Frank-Walter Steinmeier stellte sich hinter die Polizeibeamten und sagte: „Gewalt, Vandalismus, schiere Brutalität – wie am Wochenende in Stuttgart gesehen – müssen mit aller Härte des Rechtsstaats verfolgt und bestraft werden.“

### Wissenschaft
Der Polizeiwissenschaftler Rafael Behr von der Akademie der Polizei Hamburg widersprach Aussagen seitens der Politik und bezeichnete sie teilweise als Übertreibungen. Schon früher habe es Gewaltausbrüche im öffentlichen Raum gegeben, die zum Teil schlimmer ausfielen: „Wenn ich an 1962 denke, die berühmten Schwabinger Krawalle, da ist mehr passiert als jetzt in Stuttgart.“ Der Kriminologe Christian Pfeiffer sieht in den Coronavirus-Beschränkungen eine Ursache: „Da ist viel aufgestauter Ärger vorhanden“, da es „viele Verlierer durch Corona“ gäbe. Hinzu käme, dass Menschen, die „wie eingesperrt“ waren, aggressiver seien. Der Konflikt- und Gewaltforscher Andreas Zick nennt es irreführend, den Migrationshintergrund als wesentlichen Faktor der Gewalteskalation zu sehen. Vielmehr sei von einer spontanen Gruppendynamik Jugendlicher auszugehen, die ein gemeinsames Feindbild gegenüber der Polizei entwickelten. Er betonte jedoch, dass Jugendgewalt eher rückgängig sei. Der Politologe und Jugendforscher Bernd Holthusen (Deutsches Jugendinstitut) sprach ebenso von einer „heterogenen Gruppe“, die sehr unterschiedlich agierte und eine „größere öffentliche Aufmerksamkeit“ erreichte. Zudem seien Jugendliche „in der Corona-Debatte bisher weitgehend vergessen worden“, indem ihre „Lebenslagen und die Einschnitte im Alltag“ unbeachtet blieben.

## Ähnliche Fälle
In der Nacht zum 19. Juli 2020 kam es zu Ausschreitungen auf dem Opernplatz in Frankfurt, bei denen ursprünglich aufgrund einer Schlägerei eingreifende Polizisten aus der Menge der dort Feiernden attackiert wurden. Zu dem Ereignis wurden Parallelen zu den Vorkommnissen in Stuttgart gezogen. So sah der Frankfurter Polizeipräsident Gerhard Bereswill die beide Vorfälle als Beispiele für die aus seiner Sicht seit Jahren steigende Gewalt gegen Einsatzkräfte.